# Gare de Hangzhou-Sud
La gare de Hangzhou-Sud est une gare ferroviaire chinoise situé à Hangzhou. Elle est créée en 1992.